# Club Deportivo Choloma
El Club Deportivo Choloma (antes Atlético Choloma) es un club de fútbol de la república de Honduras, sus juegos locales los realiza en el Estadio Rubén Deras de la ciudad de choloma , en el departamento de Cortes
El equipo actualmente juega en la Liga Nacional de Honduras.

## Historia

### Fundación como Atlético Infop (1999)
Este club fue fundado el 1 de septiembre de 1999 bajo el nombre de Atlético Infop. Este club jugó en la Liga Mayor de Honduras (Tercera División de Honduras) y en el año 2008 el Atlético Gualala adquirió la categoría de este club y logró ascender a la Liga de Ascenso de Honduras donde en el año 2009 el equipo desapareció y paso a llamarse Atlético Choloma, como se le conoce actualmente.

### El club en el amateurismo (1999-2008)
A partir del año 1999, el Atlético Infop jugó en la Liga Mayor de Honduras en la cual no logró conseguir títulos ni ascensos, posteriormente en el año 2007 el Atlético Infop le vende la categoría al Atlético Gualala y posteriormente en el año 2009 el equipo es renombrado y re-fundado como Atlético Choloma, club que empezó jugando en la Liga de Ascenso de Honduras y posteriormente consiguió ascender a la Liga Nacional de Fútbol de Honduras.

### Fundación como Atlético Choloma y semiprofesionalismo (2008-2011)
En el año 2008, después de haber adquirido la categoría del Atlético Gualala, que anteriormente había adquirido la categoría del Atlético Infop también de la ciudad de Choloma es fundado oficialmente el Club Atlético Choloma S.A. de C.V. por el señor Leopoldo Crivelli quien en ese entonces era alcalde de la ciudad de Choloma.
A partir del año 2009, se hace oficial que el Club Atlético Choloma jugaría en la Liga de Ascenso de Honduras donde fue campeón en el Torneo Clausura 2011 y posteriormente jugo una super final ante el Club Deportivo Parrillas One al cual derrotó y consiguió el ascenso a la Liga Nacional de Fútbol de Honduras.

### El primer título y ascenso a Primera División (2011)
El 18 de junio de 2011 el Club Atlético Choloma logra el ascenso a la Liga Nacional de Fútbol de Honduras después de haber derrotado en el Estadio Ruben Deras al Club Deportivo Parrillas One por un marcador de 1-0 y 2-1 en el marcador global, el partido de ida se jugó en el Estadio Francisco Morazan de San Pedro Sula y finalizó con un resultado de 1-1.
El partido de ida se jugó en el Estadio Francisco Morazan, en el que el Club Deportivo Parrillas One y el Club Atlético Choloma empataron a un gol para que todo se definiría el 18 de junio de 2011 en el juego de vuelta en el Estadio Ruben Deras.
En el partido final y decisivo que se jugó el sábado 18 de junio de 2011 en el Estadio Ruben Deras de la ciudad de Choloma, el Club Atlético Choloma derrotó por un gol a cero al Club Deportivo Parrillas One; el panorama del partido se veía algo aburrido y fue hasta el minuto 72 cuando Jerónimo Valerio anotó de cabeza después de un tiro libre por parte del Club Atlético Choloma, con este gol el Club Atlético Choloma consiguió el ascenso a la Liga Nacional de Fútbol de Honduras

### Estadía en Primera División (2011-2013)
El Club Atlético Choloma jugo su primer partido en Liga Nacional de Fútbol de Honduras, el 7 de agosto de 2011 cuando se enfrentó al Club Deportivo Olimpia en el Estadio Nacional de Tegucigalpa, el partido terminó con un marcador de 2 goles a 0 a favor del Club Deportivo Olimpia.
En el Torneo Apertura 2011, el Club Atlético Choloma finalizó en décimo lugar en la tabla de posiciones con 18 puntos. Luego en el Torneo Clausura 2012 finalizó en cuarto lugar con 29 puntos y logró clasificar a la liguilla y salvar la categoría para evitar el descenso a la Liga de Ascenso de Honduras.
En el Torneo Apertura 2012, el Club Atlético Choloma terminó en quinto lugar en la tabla con 22 puntos y logró clasificar a la liguilla donde enfrentó al Club Deportivo Marathón en el repechaje y al Club Deportivo Olimpia en las semifinales. Luego en el Torneo Clausura 2013 el Club Atlético Choloma finalizó en décimo lugar de la tabla con 16 puntos y descendió a la Liga de Ascenso de Honduras.

#### La liguilla del Clausura 2012
Después de haber terminado en cuarto lugar en la tabla regular del Torneo Clausura 2012, el Atlético Choloma en su segundo torneo disputado en la Liga Nacional de Fútbol de Honduras logra avanzar a la liguilla donde se enfrentó al Real C. D. España con el que perdió el primer partido con un marcador de 1-0, partido que se realizó en el Estadio Francisco Morazán de la ciudad de San Pedro Sula, el 25 de abril de 2012.
El segundo partido fue el 28 de abril de 2012 en el Estadio Rubén Deras de la ciudad de Choloma ante el Real Club Deportivo España, este partido también lo perdió el Atlético Choloma, pero esta vez fue por un marcador de 2-1.

## Escudo
El escudo del Club Deportivo Choloma consta en un círculo con los colores rojo, verde, negro y blanco. Incluye un Balón de Fútbol representando su deporte, las layendas "Club Deportivo" y "Choloma" en parte medio-inferior, en la parte baja se encuentra el escudo del municipio. 

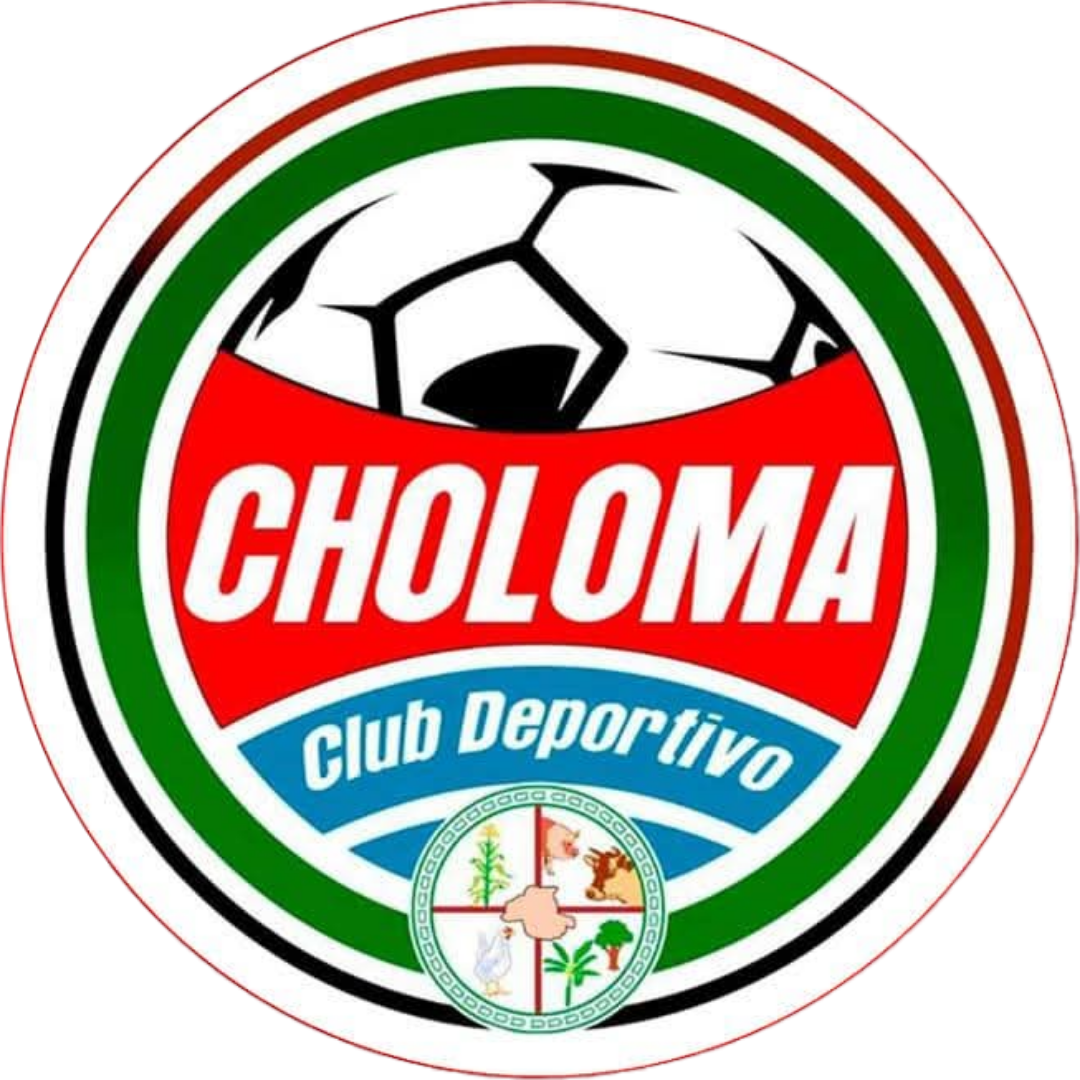
Club Deportivo Choloma S.A. de C.V.

## Estadio

### Estadio Rubén Deras
El Estadio Rubén Deras es un estadio de fútbol ubicado en la ciudad de Choloma en Honduras. En este estadio juega sus partidos de local el Club Atlético Choloma desde el año 2009. El estadio cuenta con una capacidad para 5.500 espectadores.
Este estadio fue construido en los años 90 y ha sido sedé de clubes importantes como el Real Club Deportivo España y Atlético Choloma, el estadio tiene capacidad para albergar a 5.500 espectadores después de la remodelación de 2011. El estadio cuenta con alumbrado eléctrico y tres sectores de graderías, uno de ellos con techo. 
En el año 2009 cuando el Club Atlético Choloma se fundó hubo cuestionamientos acerca de que estadio iba a utilizar el club pero debido a que el presidente y propietario del club era también el alcalde de Choloma se permitió que el club jugara ahí. En este estadio, el Atlético Choloma consiguió el ascenso a la Liga Nacional de Fútbol de Honduras en 2011.

## Afición

### Hinchada
El Club Atlético Choloma es un equipo no tradicional de Honduras, ya que recientemente fue su fundación. A pesar de eso en los últimos años ha ido adquiriendo afición a gran escala en la zona norte y es considerado por muchos pobladores de la ciudad de Choloma como su equipo preferido. La afición del Club Atlético Choloma predomina en Choloma, San Pedro Sula, Puerto Cortés y otros municipios del departamento de Cortés.

## Apodos

### Toros Bravos
El apodo Toros Bravos es el principal y más antiguo apodo que posee el Club Atlético Choloma, este apodo se debe a que la mascota principal del club es un toro. Con este apodo se le conoce al club desde su fundación, 2009. Este fue el apodo que eligió el fundador del club, Leopoldo Crivelli.

### Cholomeños
El apodo Cholomeños o Los Cholomeños se debe al gentilicio de los natales de la ciudad de Choloma, Honduras. Este apodo es uno de los principales y más famosos que tiene el club y sus aficionados.

### Maquileros
Este apodo se debe a que la ciudad es la Capital De Las Maquilas de Honduras, por ende el club representativo de la ciudad tiene este apodo.

## Presidentes
El primer presidente que tuvo el Club Atlético Choloma fue el señor Leopoldo Crivelli, quien fue el presidente del club desde el año 2009 hasta el año 2011, él fue el presidente con el que el Club Atlético Choloma ascendió en el año 2011 a la Primera División de Honduras.
El segundo presidente fue el señor Javier Hernández asesinado en Cuyamel, Cortes en abril de 2024, el señor Javier Hernández fué en ser el primer y único presidente durante la estadía del Club Atlético Choloma en la Liga Nacional de Fútbol de Honduras.
- Leopoldo Crivelli  Ex Alcalde (2009-2022)
- Gustavo Mejia  Alcalde (2022-presente)

## Datos del club en el profesionalismo
Estadísticas del Club Deportivo Choloma
- Puesto histórico: 0º
- Temporadas en 1ª: 4 temporadas
- Mejor puesto en la liga: 4º
- Peor puesto en la liga: 10°
- Mayor número de goles en una temporada: 29
- Mayor goleada a favor: 6:1
- Mayor goleada en contra: 7:1
- Jugador con más partidos disputados: Oscar Torlacoff
- Jugador con más goles: Oscar Torlacoff (30)
- Portero menos goleado: John Alston Bodden
- Equipo filial: Atlético Choloma Reservas
- Socios:
- Asistencia media: 600

## Uniforme
- Uniforme titular: Camiseta roja con franja horizontal negra, pantalón rojo, medias rojas.
- Uniforme alternativo: Camiseta amarilla con rayas azul profundo, pantalón azul profundo, medias amarilas.

### Indumentaria y Patrocinadores
| Período         | Proveedor |
| --------------- | --------- |
| 2009 - 2011     | Kappa     |
| 2011 - 2015     | Joma      |
| 2024 - 2024     | Gocas     |
| 2024 - Presente | Huriver   |

| Período         | Patrocinador                                          |
| --------------- | ----------------------------------------------------- |
| 2009 - 2011     | Sin patrocinador                                      |
| 2011 - 2013     | Banco Continental, S.A.                               |
| 2023 - Presente | Cementos Ultracem Agua Fonti Municipalidad de Choloma |

## Jugadores

### Plantilla 2025
- Los equipos hondureños están limitados a tener en la plantilla un máximo de cinco jugadores extranjeros.

### Altas Apertura 2025
| Altas            |               |                     |          |
| Jugador          | Posición      | Procedencia         | Tipo     |
| Roberto López    | Portero       | Olancho F. C.       | Traspaso |
| Johnny Leverón   | Defensa       | A. D. Guanacasteca  | Traspaso |
| Cristian Canales | Defensa       | Real C. D. España   | Cesión   |
| Yeison Mosquera  | Defensa       | C. D. Parrillas One | Traspaso |
| Leider Anaya     | Mediocampista | Lone F. C.          | Traspaso |
| Yethson Chávez   | Mediocampista | Lone F. C.          | Traspaso |
| Mario Martínez   | Mediocampista | C. D. Génesis       | Traspaso |
| Alaín Santos     | Mediocampista | Platense F. C.      | Traspaso |
| Selvin Guevara   | Mediocampista | C. D. Victoria      | Traspaso |
| Kemsie Abbott    | Delantero     | C. D. Victoria      | Traspaso |
| Marco Aceituno   | Delantero     | Real C. D. España   | Cesión   |
| Luis Contreras   | Delantero     | C. D. Parrillas One | Traspaso |

### Bajas Apertura 2025
| Bajas             |               |                |                 |
| Jugador           | Posición      | Destino        | Tipo            |
| Geovany Castillo  | Defensa       | Bandera de ?   | Fin de contrato |
| Jared Lalín       | Defensa       | Bandera de ?   | Fin de contrato |
| Edwin Álvarez     | Mediocampista | Bandera de ?   | Fin de contrato |
| Diego Rodríguez   | Mediocampista | Bandera de ?   | Fin de contrato |
| John Edwin García | Delantero     | Bandera de ?   | Fin de contrato |
| Samuel Lucas      | Delantero     | Vecindad F. C. | Fin de contrato |
| Geovanny Padilla  | Delantero     | Bandera de ?   | Fin de contrato |
| Brayan Castillo   | Delantero     | Bandera de ?   | Fin de contrato |
| Caleb Vega        | Delantero     | Bandera de ?   | Fin de contrato |

## Entrenadores
- Allan Bennett (2009-2010)
- Guillermo Bernárdez (2010)
- Rubén Guifarro (2011)
- Edwin Pavón (2011-2013)
- Marco Antonio García (2013-2014)
- Óscar Padilla (2015-2016)
- Allan Bennett (2016-2017)
- Marco Antonio García (2017-2018)
- Fernando Molina (2018-2019)
- Eder Muñoz (2020-2022)
- Fernando Molina (2023)
- Allan Bennett (2024)
- Fernando Molina (2024-)

## Palmarés

### Títulos nacionales
- Liga de Ascenso de Honduras (2): Clausura 2010 y Apertura 2024
- Finalísima del Ascenso (2): 2011, 2025.

### Subcampeonatos nacionales
- Liga de Ascenso de Honduras (2): Apertura 2009 y Apertura 2013

- Datos: Q4816962